# Fulgence Rabeony
Fulgence Rabeony SJ (ur. 21 listopada 1945 roku w Isoraka) – madagaskarski duchowny katolicki, arcybiskup Toliary od 2003 do 2023. Arcybiskup senior Toliary od 2023.

## Życiorys
Święcenia kapłańskie przyjął 7 sierpnia 1976 roku w zakonie Jezuitów. 

## Episkopat
2 kwietnia 1990 roku został mianowany przez papieża Jana Pawła II biskupem diecezji Toliara. Sakry biskupiej udzielił mu 18 listopada 1990 roku Victor Razafimahatratra - ówczesny arcybiskup archidiecezji Antananarywa. W dniu 3 grudnia 2003 roku został mianowany przez tegoż papieża arcybiskupem metropolitą Toliary.
22 lipca 2023 Papież Franciszek przyjął jego rezygnację z urzędu arcybiskupa metropolity Toliary